# 像差
在光學中，像差（英語：Optical aberration）指的是實際成像與根據單透鏡理論確定的理想成像的偏離。這些偏離是折射作用造成的。色差是由透鏡對色光的不同彎曲能力所致，並造成帶有色暈的像。而單色像差與是与色無關的像差，包括使畸變、像場彎曲等變形像差和面像、形像、散光等使像模糊的像差。像差在照相機、望遠鏡和其他光學儀器中可以通過透鏡的組合減小到最低限度。面鏡也有與透鏡一樣的單色像差，沒有色差。
初階像差分為五種：球面像差、 彗形像差、 像散、 場曲、 畸變。